# John Alvbåge
John Alvbåge, né le 10 août 1982 à Torslanda en Suède, est un footballeur international suédois. Il joue au poste de gardien de but.

## Biographie

### En club
Né à Torslanda en Suède, John Alvbåge est formé par le club local du Torslanda IK avant de poursuivre sa carrière au Västra Frölunda IF.
En juillet 2005 il rejoint le Danemark afin de s'engager en faveur du Viborg FF.
Le 25 janvier 2017, John Alvbåge est prêté au Minnesota United, franchise de Major League Soccer.
Le 15 mars 2019, John Alvbåge rejoint l'IK Sirius. Le gardien de 36 ans signe un contrat d'une saison, soit jusqu'end décembre 2019.
Le 6 avril 2021, John Alvbåge s'engage en faveur de l'Akropolis IF, club évoluant alors en Superettan. Arrivant en fin de contrat à la fin du mois de décembre 2021, Alvbåge ne prolonge pas et quitte donc le club en janvier 2022.
John Alvbåge annonce finalement la fin de sa carrière professionnelle le 27 juillet 2022. Il est alors âgé de 39 ans.

### En sélection
Il a honoré sa première sélection le 23 janvier 2006 à l'occasion d'un match contre la Jordanie.
Alvbåge participe à la coupe du monde 2006 avec l'équipe de Suède.

### Reconversion
Directement après la fin de sa carrière de joueur, John Alvbåge devient entraîneur des gardiens du Sarpsborg 08 FF à partir du 1er août 2022. Son nom est notamment conseillé à sa nouvelle direction par Magnus Edlund, alors entraîneur assistant du club norvégien. Alvbåge exerce son rôle d'entraîneur en faisant la navette entre Sarpsborg et Lindesberg, dans le comté d'Örebro, où vit sa famille.

## Palmarès
- Avec  IFK Göteborg :
  - Vainqueur de la Coupe de Suède en 2013 et 2015.